# Пиластро (Виченца)
Пиластро је насеље у Италији у округу Виченца, региону Венето.
Према процени из 2011. у насељу је живело 108 становника. Насеље се налази на надморској висини од 56 м.